# Eerste Slag bij El Alamein
De Eerste Slag bij El Alamein was een beslissende veldslag in Noord-Afrika tijdens de Tweede Wereldoorlog. De slag vond plaats nabij El Alamein in Egypte tussen 1 juli 1942 en 27 juli 1942. Aan de zijde van de asmogendheden vocht het Afrikakorps, onder het bevel van veldmaarschalk Erwin Rommel. De geallieerde zijde bestond uit het Britse Achtste Leger aangevoerd door generaal Claude Auchinleck. Deze slag liet de tweede en laatste opmars van de as-troepen in Egypte tot een halt komen bij El Alamein, dat op amper 106 kilometer van Alexandrië vandaan lag.

## Achtergrond

### Terugtocht van Gazala
Na de nederlaag bij Gazala in juni 1942 had het Achtste leger zich moeten terugtrekken van de Gazala-linie naar Mersa Matruh dat ongeveer 160 kilometer voorbij de grens met Egypte gelegen was. Generaal Neil Ritchie had besloten om de verdedigingslijn aan de grens van Egypte op te geven. Het plan voor de verdediging daar was gebaseerd op infanterie-eenheden, die enkele versterkte stellingen moesten behouden, en een sterke pantsereenheid, die achtergehouden werd in reserve om elke poging om de stellingen te penetreren of te omtrekken af te slaan. Aangezien Ritchie bijna geen enkele pantsereenheden over had die nog geschikt waren voor de strijd zou de infanterie daar volledig onder de voet gelopen worden.
Het plan voor de verdediging van Mersa Matruh was net hetzelfde als voor de grens van Egypte, maar Ritchie geloofde, dat hij de infanterie hier zo zou kunnen opstellen dat ze de mijnenvelden kon beschermen. Zo zouden ze verhinderen dat As troepen een opening in het mijnenveld konden vrijmaken voor de Duitse pantserdivisies. Als de mijnenvelden intact bleven, zou de infanterie in staat zijn de posities te verdedigen zonder de hulp van pantservoertuigen.
Om de Mersa Matruh-linie te verdedigen plaatste Ritchie de 10e Indische Infanteriedivisie in Mersa Matruh zelf en de 50e Indische Infanteriedivisie ongeveer 24 km verder naar de kust in Gerawla. De beide divisies werden onder het bevel van het nieuw, net uit Syrië gearriveerde, X Korps geplaatst. Verder naar het binnenland toe zat de 5e Indische Infanteriedivisie rond Sidi Hamza samen met de 1e Pantserdivisie die het bevel over de 4e en 22e Pantserbrigades had overgenomen van de 7e Pantserdivisie, deze divisies stonden onder het bevel van het XIII Korps.
Op 25 juni verving Claude Auchinleck, die opperbevelhebber in het Midden-Oosten was, Neil Ritchie en nam zelf het bevel over het Achtste Leger op zich. Hij besloot om geen confrontatie aan te gaan bij Mersa Matruh, omdat deze in het zuiden een open flank had en Rommel dit al eens in zijn voordeel had benut bij Gazala. Hij besloot in plaats daarvan om ongeveer 160 kilometer terug te trekken in oostelijke richting naar El Alamein waar de steile hellingen van de Qattara-depressie het onmogelijk maakte voor tanks om langs de zuidelijke flank een omtrekkende beweging uit te voeren.

### Slag bij Mersa Matruh
Terwijl Auchinleck bezig was met de El Alamein-linie voor te bereiden, voerde hij nog verschillende vertragingsacties uit. Eerst bij Mersa Matruh op 26 en 27 juni en dan in Fuka op 28 juni. Het laattijdig veranderen van de bevelen leidde tot wat verwarring in de voorste formaties van het X Korps en XIII Korps. Deze verlangden ernaar om de vijand aan te vallen, maar moesten ook terug zien te trekken op een ordelijke manier aangezien ze niet de intentie hadden om klemgezet te worden in de Mersa Matruh positie. Het resultaat was een slechte coördinatie tussen de twee voorste korpsen en de eenheden onder hen.
Laat op de avond van 26 juni slaagde de 90e Lichte Infanteriedivisie en de 21e Pantserdivisie erin om zich een weg te banen door het mijnenveld in het centrum van het front. Maar op de ochtend van 27 juni werd de opmars van de 90e Lichte Infanteriedivisie gestuit door de artillerie van de 50e Indische Infanteriedivisie. Ondertussen rukten de 15e en 21e Pantserdivisies op naar Minqar Qiam. De 15e Pantserdivisie werd echter tegengehouden door de 4e Pantserbrigade en de 7e Gemotoriseerde Brigade, desalniettemin kreeg de 21e Pantserdivisie het bevel om de aanval toch door te zetten en Minqar Qiam aan te vallen. Rommel beval de 90e Lichte Infanteriedivisie om haar opmars te hervatten, eisend dat de kustweg, die zich achter de 50e Indische Infanteriedivisie bevond, tegen de avond zou zijn afgesneden.
Toen de 21e Pantserdivisie Minqar Qiam naderde, werd de 2e Nieuw-Zeeland-Divisie omsingeld. Ze slaagde er echter in om uit te breken in de nacht van 27 juni zonder veel verliezen te lijden en trok naar het oosten terug. Auchinleck had een tweede vertraging manoeuvre gepland nabij Fuka, ongeveer 48 km ten oosten van Mersa Matruh. Om 19.20 uur gaf hij het bevel terug te trekken naar Fuka, maar door verwarring in de communicatie trokken sommige divisies direct terug naar de El Alamein-linie.
Ondertussen had het X Korps, dat er niet in geslaagd was zijn positie op de helling te beveiligen, rond 19.30 uur alle contact verloren met het Achtste Leger, dit werd pas hersteld om 04.30 uur de volgende morgen. Toen ontdekte het pas dat het bevel om terug te trekken al geven was. Doordat het XIII Korps ondertussen al teruggetrokken was, lag de zuidelijke flank van het X Korps aan de kust nabij Mersa Matruh nu onbeschermd en zijn route om terug te trekken was gecompromitteerd doordat de kustweg 27 kilometer ten oosten van Mersa Martuh afgesneden was. Het X Korps kreeg het bevel om uit te breken naar de woestijn en van daaruit naar het oosten te trekken.
Achinleck beval het XIII Korps om ondersteuning te bieden tijdens te uitbraak van het X Korps, maar het bevond zich niet in een geschikte positie om dit te doen. Op 28 juni rond 21.00 uur trok het X Korps, opgedeeld in verschillende brigades, naar het zuiden. Er heerste grote verwarring in de duisternis toen men op enkele vijandelijke eenheden stuitte die in de buurt gelegerd lagen voor de nacht. In het bijzonder bij de 10e Indische infanteriedivisie die veel verliezen leed, inclusief de totale vernietiging van de 29e Infanterie Brigade nabij Fuka. De As nam meer dan 6.000 gevangenen en maakte 40 tanks en veel voorraden buit.

### Verdediging bij El Alamein

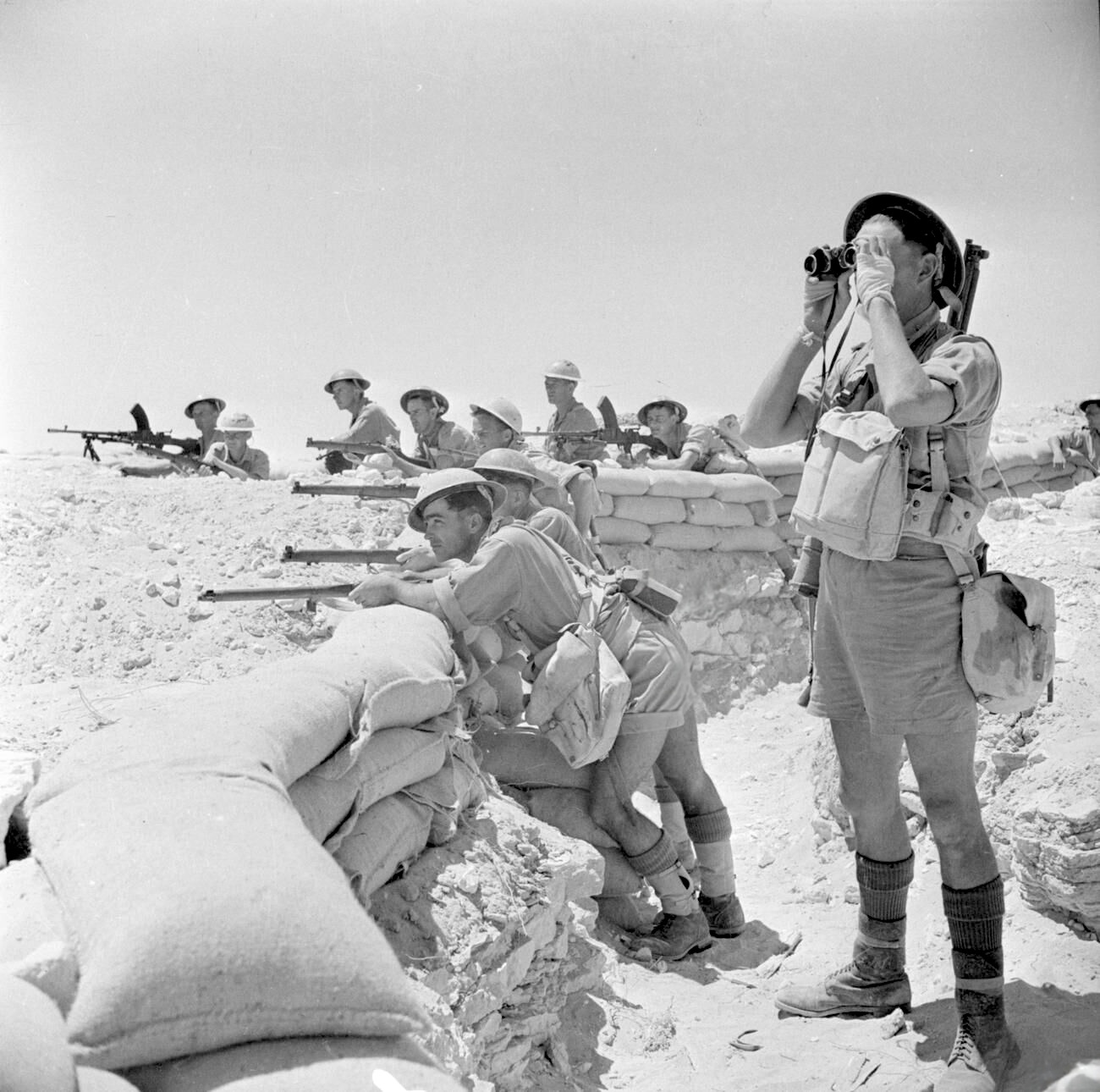
Britse infanterie verdedigt El Alamein

El Alamein zelf was een onbeduidend spoorwegstation aan de kust. Ongeveer 16 kilometer naar het zuiden lag de Ruweisat-bergkam, een lage steenachtige bergkam die een uitstekend observatiepunt vormde over verschillende kilometers woestijn. 32 kilometer naar het zuiden van de bergkam lag de Qattara laagte. De Britse verdedigingslinie strekte zich uit van de kust tot aan de Qattara laagte, wat betekende dat Rommel een enorme omweg door de woestijn zou moeten nemen om rond hun flank te kunnen trekken. Het Britse leger in Egypte had dit al voor de oorlog ingezien en had het Achtste Leger enkele stellingen laten voorbereiden, waarvan de best voorbereide rond het spoorwegstation lagen. Het merendeel van de linie bestond echter gewoon uit open woestijngebied. Luitenant-generaal Norrie organiseerde de posities en begon drie verdedigingsstellingen voor te bereiden. De eerste en sterkste nabij El Alamein, tegen de kust, was voorzien van een uitgegraven verdedigingswerk en gedeeltelijk uitgerust met een mijnenveld en prikkeldraad door de 1e Zuid-Afrikaanse Infanteriedivisie. De Bab el Qattara-stelling, die zich zo’n 32 kilometer van de kust en 13 kilometer ten zuidwesten van de Ruweisat-bergkam bevond, beschikte ook over een uitgegraven verdedigingswerk maar was niet uitgerust met een mijnenveld of prikkeldraad en bij de Naq Abu Dweis-stelling, aan de rand van de Qattara laagte, waren bijna geen voorbereidingen getroffen.
De Britse situatie in Egypte stond nu op een kritiek punt. De nederlaag bij Mersa Matruh had paniek veroorzaak in het Britse hoofdkwartier te Caïro. Later op de dag begonnen de Britten alle vertrouwelijke papieren te verbranden in afwachting van As troepen die de stad zouden binnenvallen. Deze dag werd toepasselijk “Aswoensdag” genaamd op het Britse hoofdkwartier alsook bij de achterste troepenformaties en de Britse Ambassade. Alhoewel hij ervan overtuigd was dat hij Rommel kon stoppen bij El Alamein, voelde Auchinleck dat hij niet kon negeren dat de mogelijkheid bestond dat zijn leger weer onder de voet zou worden gelopen of dat Rommel weer een flank manoeuvre zou uitvoeren. Daarom geloofde Auchinleck dat hij, om zijn leger in stand te houden, een plan moest opstellen om nog verder terug te trekken en ondertussen het moreel hoog te houden en de steun en medewerking van de Egyptenaren te bewaren. Er werden verdedigingsstellingen aangelegd ten westen van Alexandrië en op de routes die naar Caïro leiden, ondertussen werden ook aanzienlijke gebieden in de Nijldelta onder water gezet.
Ook de asmogendheden dachten dat de inname van Egypte nabij was, de Italiaanse leider Benito Mussolini, die een historisch moment voelde aankomen, vloog naar Libië om er zijn triomfantelijke intocht naar Caïro voor te kunnen bereiden.
Dat het X Korps volledig uit elkaar was gedreven dwarsboomde de plannen van Auchinlecks om deze de El Alamein-linie te laten bezetten. Op 29 juni beval hij het XXX Korps om hun posities aan de kustsector, rechts van het front, in te nemen en het XIII Korps om hetzelfde te doen aan de linkerzijde van het front. Wat nog overbleef van de 1e en 7e Pantserdivisie zou dienen als een mobiele leger reserve. Het was Auchinlecks intentie dat de defensieve posities de vijand zouden kanaliseren en desorganiseren, zodat de mobiele reserve in de flank en rug van de vijand kon aanvallen.
Op 30 juni naderde Rommels Afrikakorps de El Alamein posities. De As-eenheden waren uitgeput en sterk onderbemand. Toch bleef Rommel hen onverbiddelijk voorwaarts sturen in de overtuiging dat, mits hij toesloeg voor het Achtste Leger de kans had gekregen zich op te stellen, zijn momentum hem door de El Alamein-linie zou helpen en hij zo kon oprukken naar de Nijl zonder veel tegenstand.
De bevoorrading bleef met problemen kampen omdat men bij het As-commando een pauze van 6 weken verwachtte na de inname van Tobroek. Ondertussen bleken de buitgemaakte voorraden zeer goed van pas te komen, maar water en munitie was slechts beperkt leverbaar, terwijl een groot tekort aan transportmiddelen het verspreiden van voorraden die wel beschikbaar waren belemmerde.

## Aanvalsplan

Kaart van het slagveld

De 90e Lichte Infanteriedivisie en beide pantserdivisies van het Afrika Korps zouden de linie van het Achtste Leger tussen El Alamein en Deir El Abyad penetreren. Daarna zou de 90e Lichte Infanteriedivisie naar het noorden oprukken en de kustweg afsnijden, om zo de verdedigers van de El Alamein-stelling in de val te laten lopen. Het Afrika Korps zou naar rechts oprukken om zo het XIII Korps in de rug aan te vallen.
Vanuit het westen zou er een Italiaanse divisie de El Alamein-stelling aanvallen en een andere divisie zou de 90e Lichte Infanteriedivisie volgen. Het Italiaanse XX Korps zou het Afrika Korps volgen en afrekenen met de Qattara-stelling terwijl de Littoro-Divisie en Duitse verkenningseenheden hun rechterflank zouden beschermen.

## De strijd

### Het Afrikakorps valt aan

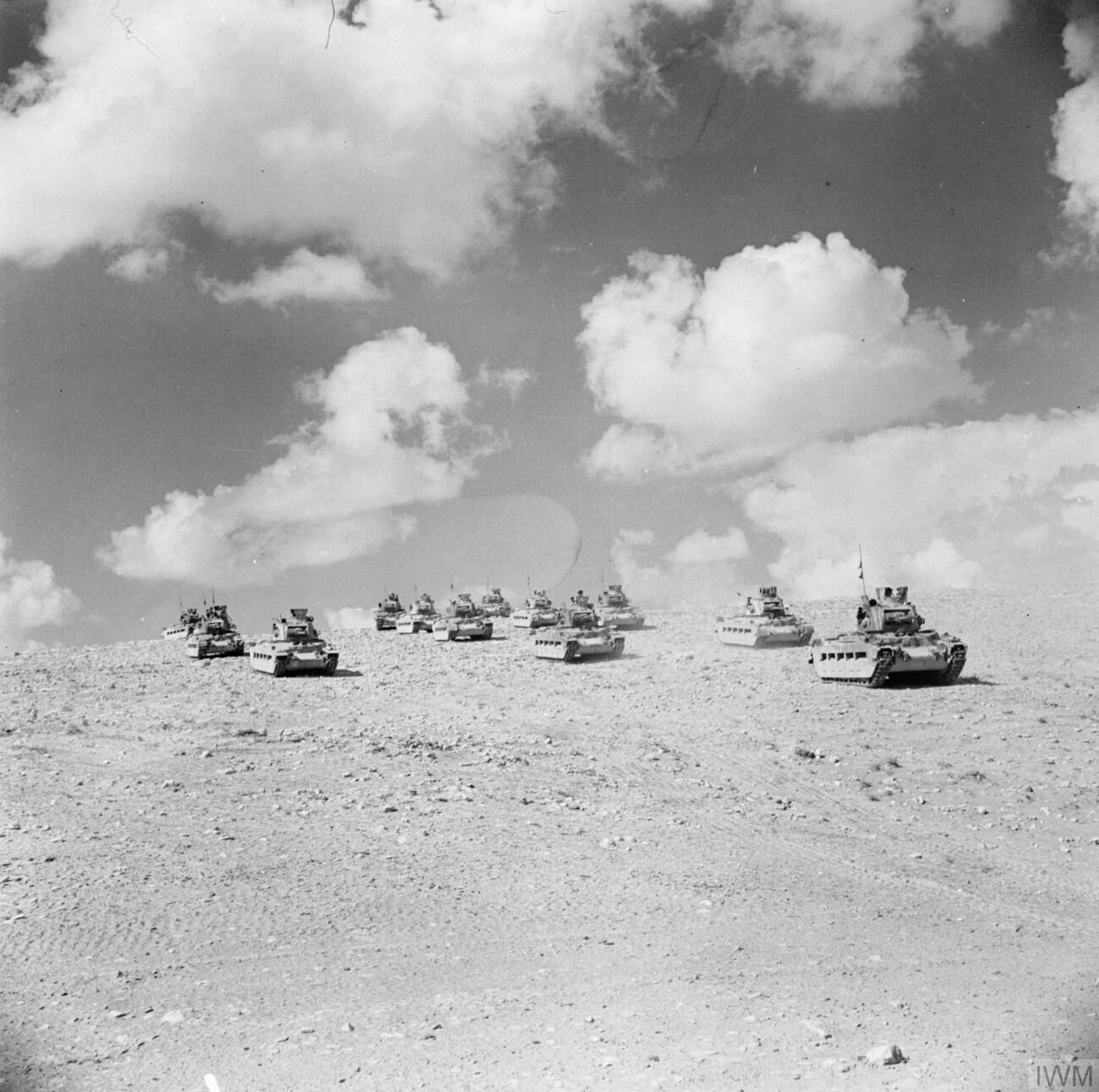
Matilda tanks bij Tobroek

Op 1 juli rukte de 90e Lichte Infanteriedivisie op richting het oosten, maar ze dwaalde te ver af naar het noorden en kwam onder vuur te liggen van de 1e Zuid-Afrikaanse Infanteriedivisie waardoor ze klem zaten. De 15e en 21e Pantserdivisie werden opgehouden door een zandstorm en later door een zware luchtaanval. Het was pas tegen klaarlichte dag dat ze rond Deir el Abyad gecirkeld waren, waar ze in het oosten de 18e Indische Infanteriebrigade aantroffen, die na een haastige reis vanuit Irak de blootgestelde positie op 28 juni had ingenomen net ten westen van Deir el Shein en ten oosten van Deir el Abyad om er een van generaal Norries extra defensieve posities te creëren.
Op 1 juli viel de 21e Pantserdivisie Deir el Shein aan. De 18e Indische Infanteriebrigade, ondersteund door drieëntwintig 25-pounders, zestien van de nieuwe 6-pounders en 9 Matilda-tanks, hield de hele dag stand in een wanhopig gevecht, maar tegen de avond werden ze uiteindelijk door de Duitsers onder de voet gelopen. De extra tijd die ze wonnen zorgde ervoor dat Auchinleck de westelijke verdediging aan het einde van de Ruweisat-bergkam kon organiseren. De 1e Pantserdivisie was ondertussen naar Deir el Shein gestuurd om in te grijpen. Net ten zuiden van Deir el Shein botsten ze op de 15e Pantserdivisie, maar konden deze terugdrijven naar het westen. Tegen het einde van de dag had het Afrika Korps nog maar 37 van de oorspronkelijke 55 tanks over.
In de vroege namiddag had de 90e Lichte Infanteriedivisie zichzelf bevrijd van de defensieve stelling nabij El Alamein en hun opmars richting het oosten hervat. Later kwamen ze onder artillerievuur te liggen van de 3e Zuid-Afrikaanse Brigade en waren gedwongen zichzelf in te graven.
Op 2 juli gaf Rommel het bevel om het offensief te hervatten. Opnieuw was de 90e Lichte Infanteriedivisie niet in staat om vorderingen te maken, dus beval Rommel het Afrika Korps hun plannen te wijzigen en via Alam el Onsol naar het oosten, richting de Ruweisat-bergkam, te trekken om de 90e Lichte Infanteriedivisie te helpen door te stoten naar de kustweg.
De Britse verdediging bij de Ruweisat-bergkam steunde op een geïmproviseerde troepenformatie genaamd Robcol, deze bestond uit een regiment van licht luchtafweer- en veldartillerie en een compagnie van infanterie.
Robcol wist extra tijd te winnen en zo konden tegen de late namiddag de 2 Britse pantserdivisies deelnemen aan de strijd, de 4e Pantserbrigade viel de 15e Pantserdivisie aan en de 22e Pantserbrigade viel de 21e Pantserdivisie aan. Ze dreven herhaaldelijk aanvallen van de Duitse tanks terug, die zich dan voor het vallen van de avond terugtrokken. In de nacht van 2 juli versterkten de Britten de Ruweisat-bergkam. Het nu uitgebreide Robcol kreeg de naam nieuwe naam Walgroep. Ondertussen voerde de RAF zware luchtaanvallen uit op de eenheden van de As.
Op de volgende dag, 3 juli, hervatte  Rommel zijn aanval op de Ruweisat-bergkam. Deze keer leidde het Italiaanse XX Gemotoriseerde Korps de aanval, wat duidelijk de lage aanvalskracht en uitputting van het Afrikakorps, dat nog maar over 26 tanks beschikte, indiceerde. De Italiaanse Ariete-Divisie maakte goede vorderingen bij de Ruweisat-bergkam, tot op het punt dat ze de talrijkere en beter bewapende Britse tanks van de 4e Pantserbrigade kruiste. Tijdens de ochtend werd de As opmars tot staan gebracht door een combinatie van Brits artillerievuur en constante luchtaanvallen. De RAF vloog op 3 juli 780 missies.
Om de druk rechts en op het centrum van de linie van het Achtste leger te verlagen, rukte het XIII Korps op vanuit de Qattara-stelling. Het plan was dat de 2e Nieuw-Zeeland-Divisie, samen met dat wat nog over bleef van de 5e Indische Infanteriedivisie en de 7e Gemotoriseerde Brigade onder hun bevel, naar het noorden zou oprukken om de flank en achterhoede van de As te bedreigen. Deze trof echter de artilleriegroep van de Ariete-Divisie, die de zuidelijke flank van de divisie ondersteunde terwijl die de Ruweisat-bergkam aanviel. De Italiaanse commandant beval zijn bataljons dat ze zich moesten vrij zien te vechten, uiteindelijk verloren ze 531 manschappen, 36 artilleriestukken, een 6 tal tanks en 55 vrachtwagens. Aan het einde van de dag had de Ariete-Divisie nog slechts 5 tanks over en bleek dat het Afrika Korps en de Ariete-Divisie er weer als 2e beste uitkwamen tegenover het superieure aantal tanks van de 22e Pantserbrigade en de 4e Pantserbrigade. Rommel raakte gefrustreerd omdat het hervatten van het offensief bleek te mislukken. Hierbij speelde ook de RAF een belangrijke rol, ze vlogen 900 missies doorheen de dag.
Op 5 juli hervatte de Nieuw-Zeeland groep, in het zuiden, zijn opmars naar het noorden richting El Mreir met de intentie de achterhoede van de Ariete-Divisie af te snijden van hun divisie. Ze werden echter hevig onder vuur genomen door de Brescia-Divisie die hun vooruitgang belemmerde, wat er uiteindelijk toe leidde dat het XIII zijn aanval moest afblazen.

### Rommel graaft zich in

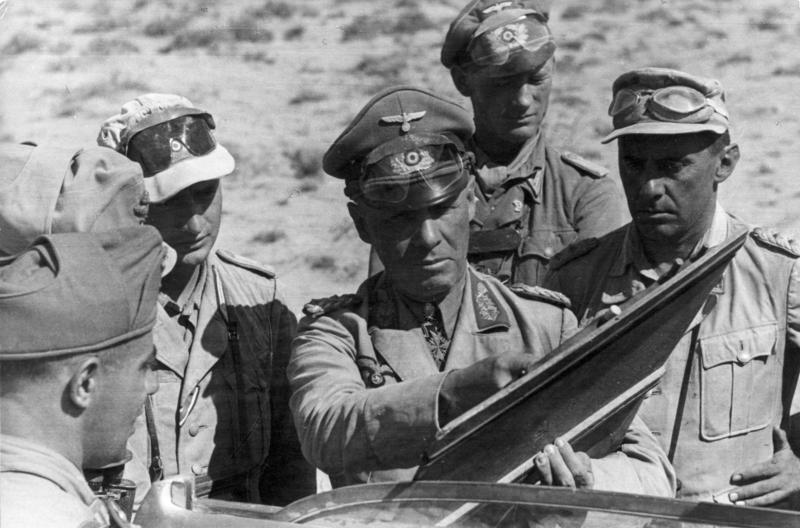
Rommel met zijn officieren

Op 4 juli besloot Rommel om zijn uitgeputte troepen te laten rusten en te hergroeperen. Het Afrikakorps had nog slechts 36 tanks en de drie Duitse divisies telden elk nog maar tussen de 1200 en 1500 manschappen die uitgeput waren en op het einde van hun aanvoerlijnen opereerden.
Rommel had zwaar te lijden onder de alsmaar langer wordende afstand van zijn aanvoerlijnen. De Britse woestijnluchtmacht concentreerde zijn aanvallen op zijn fragiele en langer wordende aanvoerroutes, terwijl mobiele Britse colonnes zich naar het westen verplaatsten om vanuit het zuiden zijn achterhoede aan te vallen. Rommel kon zich deze verliezen niet veroorloven omdat de aanvoer vanuit Italië van manschappen en materieel aanzienlijk verminderd was; in mei kreeg hij nog 34.000 ton voorraden en 2000 voertuigen, in juli nog maar 5.000 ton voorraden en 400 voertuigen. Ondertussen was het Achtste leger zich aan het herorganiseren en heropbouwen, hun kortere aanvoerroute vanuit Alexandrië was hierbij een enorm voordeel. Op 4 juli had de 9e Australische divisie hun plaats ingenomen op het noordelijke deel van de linie en op 9 juni keerde de 5e Indische Infanteriebrigade terug van hun aanval en loste ze de eenheden op de Ruweisat-bergkam af. Op datzelfde moment versterkte de 161e Indische Infanteriebrigade de sterk onderbemande 5e Indische Infanteriebrigade.

### Tel El Eisa

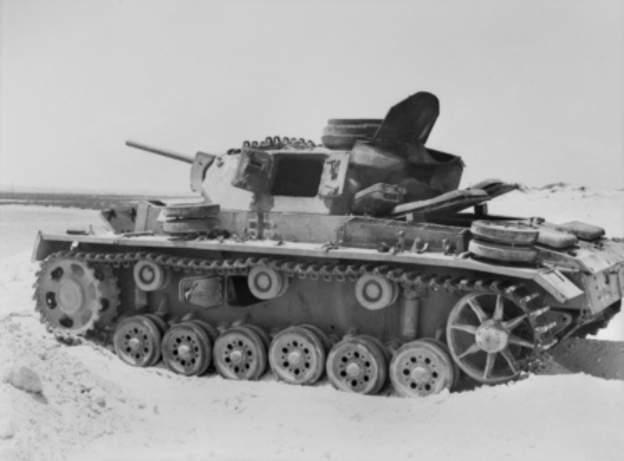
Een Duitse Panzer III tank uitgeschakeld met een schot van Australisch antitankgeschut

Auchinleck beval dat de nieuwe commandant van het XXX Corps, luitenant-generaal Ramsden, de lage bergkammen nabij Tel el Eisa en Tel el Makh Khad moest innemen, om van daaruit mobiele aanvalsgroepen naar het zuiden, richting Deir el Shein, te kunnen sturen en daarmee verschillende invallen te doen naar het westen, op de vliegvelden van El Daba. Ondertussen zou het XIII Corps de Asmogendheden beletten versterkingen naar de kustsector te sturen. Ramsden belastte de 9e Australische divisie met de taak om Tel el Eisa in te nemen. Hiervoor kregen ze hulp van het 44e Koninklijke Tankregiment dat onder hun bevel werd geplaatst. De taak om Tel el Makh Khad in te nemen viel op de 1e Zuid-Afrikaanse infanteriedivisie. Deze werd ondersteund door 8 tanks. De 1e Pantserdivisie zou voor de invalsgroepen op de vliegvelden van El Daba zorgen.
Op 10 juli vond om 03.30 uur een hevig artilleriebombardement plaats waarop de 26e Australische divisie de aanval inzette op de noordelijke bergkam gelegen aan het station van Tel el Eisa. Dit bombardement was een van de hevigste tot dan toe in Noord-Afrika en veroorzaakte enorme paniek bij de onervaren troepen van de Italiaanse Sabratha-Divisie, die nog maar net hun posities in de oppervlakkige stelling hadden ingenomen.
De Australische divisie nam meer dan 1500 gevangen, joeg een Italiaanse divisie volledig op de vlucht en liep de Duitse 621 Radiosignaalonderscheppingscompagnie onder de voet. Ondertussen hadden de Zuid-Afrikaanse divisies, in de late ochtend, Tel el Makh Khad ingenomen om van daaruit ondersteuning te bieden tijdens de aanval. Onderdelen van de Duitse 164e Lichte Afrika Divisie en de Italiaanse Trieste-divisie, die net arriveerde, moesten de openingen die in de As-verdedigingslinie waren geslagen opvullen. Die namiddag en avond lanceerden tanks van de 15e Pantserdivisie en Italiaanse Trieste-divisie tegenoffensieven tegen de Australische stellingen, maar die faalden onder het gewicht van de overweldigende geallieerde artillerie en de Australische antitankkanonnen.
Op 11 juli viel, bij het aanbreken van de dag, het 2/24e Australische bataljon, gesteund door tanks van het 44e Koninklijke Tankregiment, het westelijke deel van de heuvels rondom Tel el Eisa aan. Tegen de vroege ochtend was het doel bereikt en ingenomen. De As voerde enkele tegenaanvallen uit in de loop van de dag, maar kon het doel niet heroveren. Een kleine colonne van pantservoertuigen, gemotoriseerde infanterie en enkele kanonnen vertrokken voor een aanval op Deir el Abyad en dwongen een Italiaans infanteriebataljon tot overgave. Hun opmars werd gestuit nabij de Miteirya-bergkam en ze waren gedwongen om die avond terug te trekken naar de El Alamein-stelling. Die dag waren meer dan 1.000 Italianen gevangengenomen.
Op 12 juli voerde de Duitse 21e Pantserdivisie een tegenaanval uit op Trig 33 en Punt 24. Na een gevecht van meer dan twee uur werd de aanval uiteindelijk afgeslagen, met meer dan 600 Duitsers dood of gewond verspreid over het front van de Australische stellingen. De volgende dag lanceerde de 21e Pantserdivisie een aanval op Trig 33 en op de Zuid-Afrikaanse posities gelegen in de El Alamein-stelling. De verdedigers wisten de aanval tegen te houden door een hevig artilleriebombardement uit te voeren. Uiteindelijk wist de 21e Pantserdivisie Punt 24 te veroveren, maar niet zonder veel verliezen te lijden. Rommel was nog steeds vastberaden om de vijand terug naar zijn eigen frontlinie te drijven en op 15 juli werd er nog een aanvalspoging ondernomen, maar door hardnekkig verzet konden de aanvallers nergens terrein veroveren. Op 16 juli voerden de Australiërs, ondersteund door enkele Britse tanks, een tegenaanval uit op Punt 24, maar werden teruggedreven door Duitse tegenaanvallen en verloren hierdoor bijna 50% van hun manschappen.
Na zeven dagen intens vechten luwde de strijd in het noorden van Tel el Eisa. De 9e Australische Divisie schatte dat er ongeveer 2.000 As-manschappen gesneuveld waren en nog eens 3.700 gevangengenomen waren. Het belangrijkste resultaat van de strijd was echter dat de 621 Radiosignaal Onderscheppingscompagnie gevangengenomen was. Deze eenheid had Rommel tot dan toe van onschatbare informatie voorzien uit onderschept Brits radioverkeer.

### De Eerste slag bij de Ruweisat-bergkam

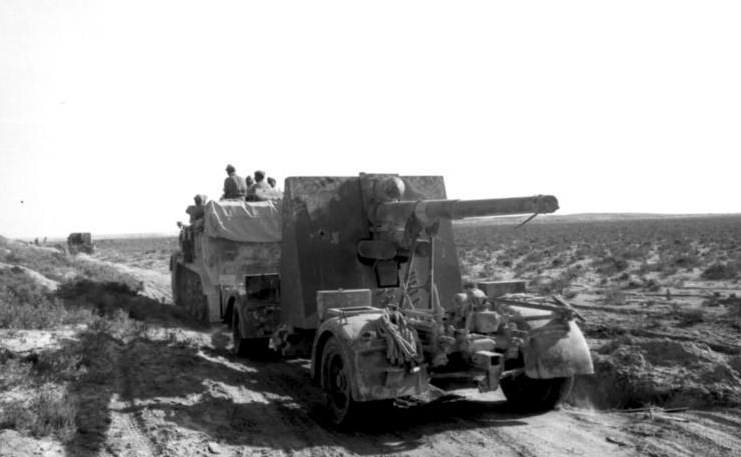
Een 88 mm antitankkanon

Terwijl de As troepen zich ingroeven, ontwikkelde Auchinleck, die een groot aantal Duitse eenheden naar de kust wist te lokken tijdens de gevechten rondom Tel el Eisa, een plan, genaamd "Operatie Becon", om de Italiaanse Pavia- en Brescia-Divisies, die in het centrum van het front gepositioneerd waren, aan te vallen.
Het was de bedoeling dat de 4e Nieuw-Zeeland Brigade en de 5e Nieuw-Zeeland Brigade richting het noordwesten zouden aanvallen om het westelijke deel van de Ruweisat-bergkam in te nemen, en dat de 5e Indische Infanterie Brigade, die zich rechts van de Nieuw-Zeeland Brigades bevond, het oostelijk deel van de bergkam zou innemen. Dan zou de 2e Pantserbrigade deze opening benutten om door te stoten naar Deir el Shein en de Miteirya-bergkam. De 22e Pantserbrigade bevond zich links en stond paraat om de infanterie te beschermen terwijl deze hun positie versterkte.
De aanval begon om 23.00 uur op 14 juli. De twee Nieuw-Zeelandse Brigades veroverden, op 15 juli, kort voor het aanbreken van de dag hun doelstellingen, maar mijnenvelden en kleine haarden van verzet veroorzaakten verwarring onder de aanvallers. Ook belemmerden enkele kleine verzetshaarden achter de voorste troepen, de aanvoer van artillerie en voorraden, met als gevolg dat de Nieuw-Zeelandse brigade blootgestelde posities bezette op de bergkam zonder enige vorm van ondersteunende wapens, buiten enkele antitankkanonnen. En nog erger, het contact met de twee Britse pantserdivisies faalde waardoor de tanks niet oprukten om de infanterie te dekken. Bij het aanbreken van de dag voerde een klein deel van het 8e Pantserregiment een tegenaanval uit tegen het 22e Nieuw-Zeelandbataljon. De strijd die volgde schakelde de antitankkanonnen van de Nieuw-Zeelanders uit, met als gevolg dat de infanterie zich kwetsbaar en in open terrein bevond, met geen ander alternatief dan zich over te geven. Ongeveer 350 Nieuw-Zeelanders werden gevangengenomen.
Terwijl de 2e Nieuw-Zeelandse Divisie het westelijk deel van de Ruweisat-bergkam aanviel, maakte de 5e Indische Brigade kleine vorderingen op het oostelijk deel van de Ruweisat-bergkam. Tegen 07.00 uur was er eindelijk contact gelegd met de twee Britse Pantserbrigades die zich naar het noordwesten begonnen te begeven. Twee van de regimenten raakten verstrikt in een mijnenveld, maar het derde regiment was in staat om zich aan te sluiten bij de 5e Indische infanterie brigade net voor ze hun aanval zouden hervatten. Met de hulp van de tanks en artillerie konden de Indiërs hun doelstelling vroeg in de namiddag veroveren. Ondertussen werd de 22e Pantserbrigade aangevallen, nabij Alam Navil, door eenheden van de 90e Lichte Infanteriedivisie en de Ariete-Divisie, die oprukte vanuit het zuiden. Terwijl ze, met de hulp van mobiele infanterie en artillerie colonnes van de 7e Pantserdivisie, de As-Divisies met gemak terugdreven, werden ze er wel van weerhouden verder op te rukken naar het noorden om de flank van de Nieuw-Zeelandse infanterie te dekken.
Rommel zag dat de Brescia- en Pavia-Divisies onder druk stonden en stuurde snel Duitse troepen naar de Ruweisat sector. Rond 15.00 uur waren het 3e Verkenning Regiment en een groep van de 15e Pantserdivisie op hun plek onder bevel van generaal Walter Nehring. Rond 17.00 uur lanceerde hij een tegenaanval. De 4e Nieuw-Zeeland Brigade had nog altijd niet voldoende ondersteunende wapens en tegen deze tijd begon ook de munitie schaars te worden. Opnieuw werden de antitankbarrières doorbroken en ongeveer 380 Nieuw-Zeelanders werden gevangengenomen. Een uur later werd ook het hoofdkwartier van de brigade overrompeld. Een kwartier later viel de 2e Pantserbrigade de Duitse troepen aan en stopte de oostelijke opmars van de asmogendheden. Tegen het vallen van de avond brak generaal Nehring zijn aanval af.
Vroeg op de ochtend van 16 juli hervatte generaal Nehring de aanval. De 5e Indische Infanterie Brigade sloeg de aanval af, maar het was duidelijk aan de hand van onderschepte radiocommunicatie dat er verdere pogingen zouden ondernomen worden. Vervolgens werden er ijverig voorbereidingen getroffen om antitankkanonnen in te graven en de artillerie te organiseren, er werd ook een regiment van de 22e Pantserbrigade naar de 2e Pantserbrigade gestuurd ter versterking. Wanneer Nehring de aanval laat in de namiddag hervatte werd deze meteen teruggeslagen, de Indiërs telden ongeveer 24 vernietigde tanks plus een groot aantal achtergelaten pantservoertuigen en antitankkanonnen op het slagveld.
In drie dagen van constante gevechten namen de geallieerden ongeveer 2000 As troepen gevangen, de meesten waren afkomstig van de Brescia- en Pavia-Divisies. De Nieuw-Zeeland-Divisie leed 1405 slachtoffers.

### Miteirya-bergkam
Om de druk op de Ruweisat-bergkam de verminderen beval Auchinleck de 9e Australische Divisie nogmaals een aanval vanuit het noorden uit te voeren. In de vroege uurtjes van 17 juli viel de 24e Australische Brigade, gesteund door het 44e Koninklijke Tank Regiment en sterke luchtdekking, de Miteirya-bergkam aan. De eerste aanval verliep vlot, met 736 gevangenen, voornamelijk troepen van de Trento- en Trieste-Divisies. Maar opnieuw wist de As een kritieke situatie te vermijden door snel bij elkaar gevoegde As eenheden in de strijd te werpen en enkele tegenaanvallen uit te voeren, waardoor de Australiërs genoodzaakt waren terug te trekken tot aan hun oorspronkelijke start positie en ongeveer 300 slachtoffers leden.

### De Tweede Slag bij de Ruweisat-bergkam

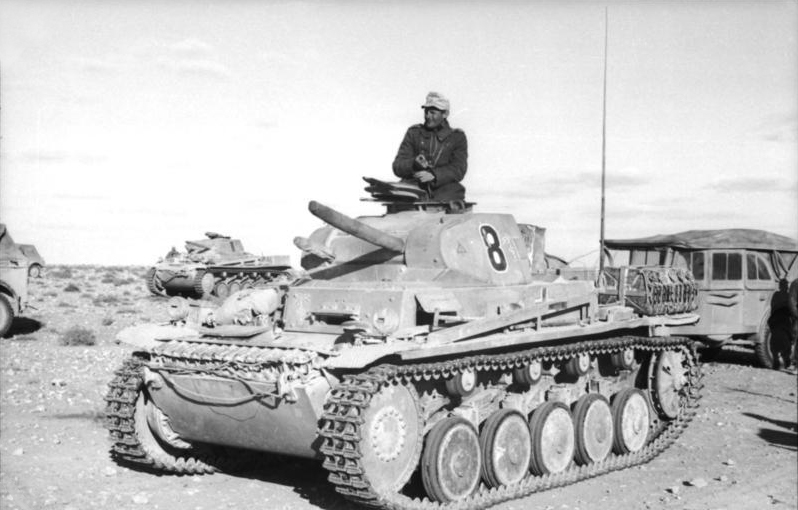
Duitse Panzer II tanks

Het Achtste leger genoot nu een aanzienlijke superioriteit in materiaal tegenover de As-eenheden. De 1e Pantserdivisie beschikte over 173 tanks plus nog meer in reserve of onderweg, terwijl Rommel nog maar beschikte over 38 Duitse tanks en 51 Italiaanse tanks, hoewel er nog een 100 tal tanks wachtte op onderhoud en herstellingen.
Auchinlecks plan was dat de 161e Indische Infanteriedivisie langs de Ruweisad-bergkam zou aanvallen om Deir el Shein in te nemen, terwijl de 6e Nieuw-Zeeland Brigade, vanuit het zuidelijk deel van de bergkam, de El Mreir depressie zou aanvallen. Bij het aanbreken van de dag zouden twee Britse pantserbrigades, de 2e Pantserbrigade en de nieuw gevormde 23e Pantserbrigade, doorheen de opening trekken die gecreëerd was door de infanterie. Het plan was gecompliceerd en ambitieus.
De nachtelijke infanterie aanval begon om 16.30 uur op 21 juli. De Nieuw-Zeelandse aanvallers veroverden hun doelstelling in de El Mreir depressie. Maar opnieuw faalde een groot deel van de voertuigen erin om te arriveren en zaten de Nieuw-Zeelanders in blootgestelde posities met een tekort aan ondersteunende wapens. Tegen het aanbreken van de dag op 22 juli faalde ook de 2e Pantserdivisie in het oprukken en reageerde generaal Nehrings van het 5e en 8e Pantserregiment met een tegenaanval die snel de Nieuw-Zeelandse infanterie overrompelde en meer de 900 slachtoffers maakte onder de Nieuw-Zeelanders. De 2e Pantserbrigade stuurde twee regimenten naar voren om te helpen maar die werden tegengehouden door een mijnenveld en enkele antitankkanonnen.
De aanval door de 161e Indische Brigade kende gemengde successen. Links was de eerste aanvalsgolf erin gefaald het westelijke einde van de Ruweisat-bergkam vrij te maken, maar rond 08.00 uur werd een tweede poging door het reservebataljon ondernomen die er uiteindelijk wel in slaagde dit te doen. Rechts doorbrak het bataljon de Deir El Shein perimeter maar werd teruggedreven door man-tegen-mangevechten.
Door uit de ramp bij El Mreir geleerd te hebben, beval de commandant van de 23e Pantserbrigade zijn brigade op te rukken en zijn orders tot op de letter op te volgen. Generaalmajoor Alexander Gatehouse, commandant van de 1e Pantserdivisie, was er echter niet van overtuigd dat er een pad was vrijgemaakt tussen het mijnenveld en stelde voor om de opmars af te gelasten, maar luitenant-generaal William Gott, commandant van het XIII Korps verwierp dit bevel en beval om de aanval in te zetten, vanuit een startpositie die zich 1,5 kilometer naar het zuiden bevond, waarvan hij dacht dat deze mijnvrij was, wat onjuist was. Dit laatste bevel raakte niet tot bij de Brigade en deze zette de aanval in zoals gepland was. De brigade bevond zich al snel verwikkeld in een mijnenveld en lag zwaar onder vuur van antitankkanonnen. Tegen 11.00 uur lanceerde de 21e Pantserbrigade een tegenaanval en waren ze gedwongen zich terug te trekken. De 23e Pantserbrigade was, met het verlies van 40 tanks en 47 zeer zwaar beschadigd, volledig uitgeschakeld.
Rond 17.00 uur beval generaal Gott de 5e Indische Infanteriedivisie een nachtelijke aanval uit te voeren om de westelijke helft van de Ruweisat-bergkam en Deir el Shein in te nemen. Het 3/14e Punjab Regiment van de 9e Indische Infanterie brigade viel aan rond 02.00 uur op 21 juli, maar faalde in zijn opdracht omdat het verdwaald raakte. Tijdens de volgende dag werd er een nieuwe poging ondernomen om de posities te veroveren, maar ze werden intens onder vuur genomen van drie kanten, wat resulteerde in het verliezen van de positie doordat de bevelvoerende officier gesneuveld was en vier van zijn hoogstgeplaatste officieren gewond of vermist raakten.

### De aanval op Tel el Eisa wordt hervat

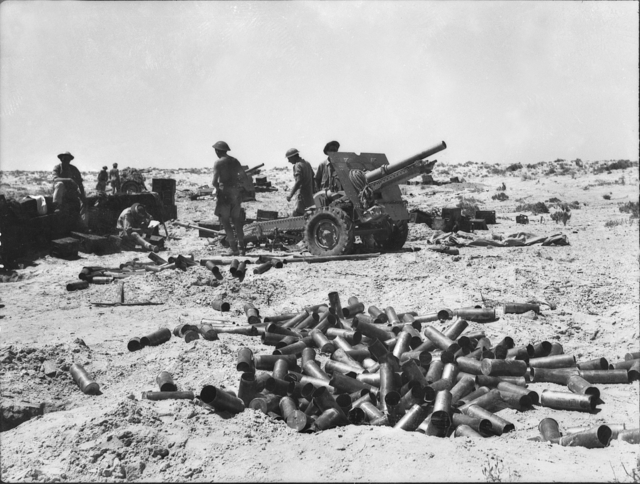
Geschut van de 9e Australische infanteriedivisie

In het noorden zetten de 9e Australische Divisie haar aanval door. Rond 06.00 uur op 22 juli viel de 26e Australische Brigade Tel el Eisa aan en de 24e Australische Brigade viel Tel El Makh Khad aan, richting de Mirirya-bergkam. Er werd een hoge prijs betaald tijdens de gevechten voor Tel el Eisa, maar tegen de namiddag hadden de Australiërs hun doel veroverd. Die avond viel de 4e Australische Brigade ondersteund door het 50e Koninklijke Tank Regiment Tel el Makh Khad aan. Deze tankeenheid was nooit getraind in het direct van dichtbij ondersteunen van infanterie en faalde erin te kunnen coördineren met de infanterie. Het resultaat was dat de pantservoertuigen en infanterie apart oprukten en toen het 50e Koninklijke Tank Regiment zijn  doelstelling bereikte verloren het 23 tanks omdat er geen ondersteunende infanterie aanwezig was.
Opnieuw lukte het Achtste Leger er niet in om Rommels eenheden te vernietigen, ondanks de overweldigende superioriteit in manschappen en uitrusting. Aan de andere hand werd de situatie voor Rommel steeds erger. Ondanks succesvolle defensieve operaties, had zijn infanterie zware verliezen geleden en hij rapporteerde dat de situatie kritiek was.

### De laatste aanval van het Achtste Leger
Op 26/27 juli lanceerde Auchinleck operatie Manhood in de noordelijke sector in een laatste poging de As eenheden te vernietigen. Het XXX Korps werd ondersteund door de 1e Pantserdivisie, de 4e Lichte Pantserbrigade en 69e Infanterie Brigade. Het plan was om door de vijandelijke linies te breken ten zuiden van de Miteirya-bergkam en naar het noordwesten op te rukken. De Zuid-Afrikaanse divisies moesten een opening in het mijnenveld creëren en markeren ten zuidoosten van de Miteirya-bergkam tegen middernacht van 26 op 27 juli. Tegen 01.00 uur op 27 juli moest de 24e Australische Brigade hun doel hebben op het oostelijke einde van de Miteirya-bergkam en zou dan naar het noordwesten oprukken.
De 69e Infanterie Brigade zou door de opening in het mijnenveld, gecreëerd door de Zuid-Afrikanen, naar Deir el Dhib trekken om verdere openingen te markeren. De 2e Pantserbrigade zou dan door El Wishka passeren gevolgd door de 4e Lichte Pantserbrigade die daar de communicatielijnen van de As onder vuur zouden nemen.
Dit was de derde poging, langs geallieerde zijde, die gemaakt werd om door de noordelijke sector te breken en de As verwachtte reeds een aanval. Zoals voorgaande aanvallen, was deze gehaast en dus ondoordacht gepland. De 24e Australische Brigade was er op 27 juli omstreeks 02.00 uur in geslaagd hun doelwitten op Miteirya Ridge in te nemen. Om 01.30 uur lanceerde de Britse 69e Infanterie Brigade aan zuidelijke zijde hun aanval aan en slaagde erin hun doelwit rond 08.00 uur te veroveren. De keerzijde was echter wel dat de ondersteunende antitankeenheden verloren waren geraakt in de duisternis of vertraagd werden door mijnenvelden, waardoor de geallieerde troepen geïsoleerd raakten en dus blootgesteld werden aan vijandelijk vuur bij het aanbreken van de dag. Dit werd gevolgd door een periode met verwarrende en tegenstrijdige verslaggevingen omtrent de openingen in het mijnenveld. Dit had tot gevolg dat de vooruitgang, gemaakt door de 2e Pantserbrigade, werd opgehouden. Rommel lanceerde een onmiddellijke tegenaanval met Duitse tanks, die de twee gevorderde bataljons van de 69e Infanterie Brigade onder de voet liepen. Ondertussen ondervond het 50e Koninklijke Tank Regiment, die de Australiërs ondersteunde, ernstige problemen met het lokaliseren van de openingen in het mijnenveld, gemaakt door het 2/24e Australische Bataljon. Ze slaagden er niet in een doorgang te vinden en werden ondertussen hevig onder vuur genomen en verloren zo dertien tanks. Het niet ondersteunde 2/28e Australische Bataljon op de bergkam werd overrompeld. De 69e Infanterie Brigade verloor zeshonderd man en de Australiërs verloren er vierhonderd in deze strijd.
Het Achtste leger was uitgeput. Op 31 juli verklaarde Auchinleck de aanvallen voorlopig ten einde, en gaf prioriteit aan het versterken van de Britse verdediging om een komende Duitse aanval het hoofd te bieden.
Rommel zou later het falen van het offensief om door de linie te breken wijten aan het opdrogen van de bevoorrading van zijn leger en aan hoe het verzet van de Italiaanse divisie was ingestort in het begin van juli. Ook klaagde hij veel over belangrijke Italiaanse konvooien die keer op keer faalden in het bevoorraden van zijn leger dat wanhopig tanks en voorraden nodig had. Hij legde de schuld hiervoor bij het Italiaanse opperbevel; nooit vermoedde hij dat geallieerde codebrekers hiervoor verantwoordelijk waren.

## Nasleep
De slag eindigde met een impasse, maar stopte de opmars van de asmogendheden naar Alexandrië, Caïro en het Suezkanaal. Het Achtste Leger had 13.000 slachtoffers geleden in juli, maar had 7.000 man gevangengenomen en veel materieel van de asmogendheden vernietigd. Begin augustus bezochten Winston Churchill en generaal Alan Brooke Caïro toen ze onderweg waren naar Moskou, om daar Jozef Stalin te ontmoeten. Ze beslisten Auchinleck te vervangen en benoemden luitenant generaal William Gott tot nieuwe bevelhebber van het Achtste Leger en generaal Harold Alexander werd de nieuwe opperbevelhebber in het Midden-Oosten. Perzië en Irak zouden afgesplitst worden in een apart Perzië en Irak Commando, Auchinleck kreeg de positie van opperbevelhebber over deze regio aangeboden maar weigerde deze post. Gott kwam echter om het leven toen zijn transportvliegtuig neergeschoten werd door een Duitse Messerschmitt jager. Hij werd vervangen door luitenant-generaal Bernard Montgomery.
Een tweede poging van Rommel om de linie te doorbreken werd teruggeslagen tijdens de Slag bij Alam el Halfa in de loop van augustus, in oktober bracht het Achtste Leger de asmogendheden een beslissende nederlaag toe in de Tweede Slag bij El Alamein.